# هورتون، سامرست
هورتون (به انگلیسی: Horton) یک روستا و محله مدنی در بریتانیا است که در سامرست جنوبی واقع شده‌است. هورتون ۸۱۲ نفر جمعیت دارد.